# 義大利蜂
義大利蜂（学名：Apis mellifera ligustica）是西方蜜蜂的一個亞種。牠們原產於南歐的義大利，但現時已分布除南北極外的全世界，是養殖數量最多的蜜蜂亞種。

## 起源
義大利蜂是西方蜜蜂的一個亞種，原產於義大利的自然環境。牠們現時是最受歡迎的養蜂品種，在夏季高溫與冬季溫暖有雨的地中海型氣候下適應良好。在中國適合飼養於黃河以南地區，在黃河以北寒冷地區越冬困難。

## 生物特性
牠們受歡迎的原因是牠們性情溫順，而且蜂王產卵量不隨季節變化而波動太大(維持高產卵量，但冬季仍會減少產卵量)，故能全年保持強大的群勢，分蜂性弱，逃蜂的情況很少，耐長途運輸，這些特性能配合商業養殖者的轉地放蜂需求，能夠採完一個花季迅速運輸至下一個植物開花地點繼續採蜜。義大利蜂也是目前為止蜂王乳產量最高的品種。雖然義大利蜂有許多優點，但牠們仍有一些缺點如對瓦螨沒有抗性與保持強大的群勢而消耗更多的花粉與蜂蜜，耐寒性也不如卡尼鄂拉蜂、高加索蜂與歐洲黑蜂等其他養殖品種。

## 外觀及解剖
義大利蜂與卡尼鄂拉蜂的大小相近，但牠們腹部卻呈黑黃相間，某些選育的品系腹部更呈現金黃色，故而常常被暱稱黃金蜂種。

## 特徵及行為
義大利蜂的優點如下：
- 溫順及攻擊性弱
- 可以密集飼養
- 維持強大群勢，適合商業養殖
- 蜂王乳產量高
- 適合生活在高溫的地方
- 蜂王腹部橘黃色，容易觀察

義大利蜂缺點如下：
- 方向感較卡尼鄂拉蜂弱
- 易迷巢至另一個蜂巢
- 盜性強
- 維持強大群勢，消耗更多的花粉與蜂蜜
- 在冬天寒冷的天氣越冬性能差
- 對瓦螨沒有抗性

## 雜交品種的利用
義大利蜂能保持強大的群勢，但是越冬性能不如其他蜜蜂亞種，養蜂者常常會利用雜交優勢發揮蜜蜂的採蜜性能，義大利蜂常是做為母本的雜交素材。義大利蜂能與其他西方蜜蜂的亞種雜交，但是雜交產生的特性不一定都是優點。義大利蜂與卡尼鄂拉蜂或高加索蜂雜交都能提高產蜜量，但與歐洲黑蜂雜交的後代卻性情凶暴；在南美洲更有與東非蜂的自然雜交產生兇猛的後代被稱為非洲化蜜蜂。雜交蜜蜂經過數代的雜交後常使品種特性分化嚴重，不利現代大規模的商業養殖，所以商業養殖者大多利用雜交種1－3代後重新引進純種飼養。